# 唐耿良
唐耿良（1921年—2009年），原名唐春泉，男，江苏苏州人，中国苏州评话演员，曾任中国曲艺家协会理事。